# Неоптолем (полководец)
Неоптолем (греч: Νεοπτόλεμος) — военачальник и флотоводец понтийского царя Митридата VI во время Первой Митридатовой войны, брат Архелая.

## Биография
Неоптолем, так же как и его брат Архелай, был каппадокийцем греческого происхождения. Предположительно, они могли быть македонского происхождения и родились от неизвестных родителей. Однако семья Неоптолема была активной при Понтийском дворе. 
В 88 году до н.э. в рамках Первой Митридатовой войны (89—85 годы до н. э.) Неоптолем и его брат принимали участие в военной кампании понтийской армии против вифинского царя Никомеда IV. Они командовали авангардом и одержали свою первую победу в битве при Амнии. Затем Неоптолем одержал победу над армией, возглавляемой римлянами, при битве при Пахии, вероятно, без своего брата, в результате римская армия под командованием Мания Аквиллия была вынуждена отступить в Пергамское царство. Благодаря этим двум победам Митридат VI смог расширить свой контроль над римской провинцией Азия, и его военачальники продолжили войну в Греции.
Неоптолем сопровождал своего брата и понтийскую армию во время осады Афин. Он командовал понтийскими войсками вокруг Халкиды и потерпел поражение от римского полководца Мунация, потеряв 1500 человек. После того, как понтийская армия покинула Грецию в 85 году до н. э., Митридат VI назначил Неоптолема командующим понтийским флотом, охранявшим Дарданеллы. Он сражался с римским флотом, которым командовал Луций Лициний Лукулл, у острова Тенедос (см. битва при Тенедосе). После серии поражений Митридат был вынужден прекратить войну с римским диктатором Луцием Корнелием Суллой. Подробности о дальнейшей жизни Неоптолема неизвестны.